# 프로젝트 신디케이트
프로젝트 신디케이트(Project Syndicate)는 다양한 전지구적 주제들에 대해 비평과 분석을 출판하고 유통하는 국제 미디어 단체이다. 모든 논설들은 프로젝트 신디케이트 웹사이트에 게시되나, 또한 협력 출간물에 배포된다. 2019년 기준으로 156개국 506개의 미디어 창구와 연결되어 있다.